# تايم اسبليرز (لعبة فيديو)
تايم اسبليرز (بالإنجليزية: TimeSplitters)‏، هي لعبة فيديو بريطانية من نوع تصويب منظور الشخص الأول، وهي من تطوير فري راديكال ديزاين، ومن نشر إيدوس إنتراكتيف، صدرت اللعبة في الأسواق سنة 2000، وتعمل حصرياً على منصة بلاي ستيشن 2، وهي الجزء الأول من سلسلة تايم اسبليرز.